# Championnats d'Éthiopie de cyclisme sur route
Les championnats d'Éthiopie de cyclisme sur route ont été organisés une seule fois, en 1984, où Tilahun Alemayehu (en) s'est imposé. La course ne comportait alors seulement des coureurs amateurs. En 2013, ils sont de nouveaux organisés.

## Hommes

### Podiums de la course en ligne
| Année | Vainqueur              | Deuxième              | Troisième             |
| ----- | ---------------------- | --------------------- | --------------------- |
| 1984  | Tilahun Alemayehu (en) | ?                     | ?                     |
| 2013  | Tsgabu Grmay           | ?                     | ?                     |
| 2014  | Tsgabu Grmay           | Abdurhaman Dary       | Ftawek Beta           |
| 2015  | Tsgabu Grmay           | Getachew Sendeku      | Tibebu Alemayehu      |
| 2016  | Hafetab Weldu          | Getachew Atsbha       | Gebretsadik Alemayo   |
| 2017  | Hailemelekot Hailu     | Robel Gebremaryam     | Kibrom Haylemaryam    |
| 2019  | Negasi Abreha          | Temesgen Buru         | Halie Awol Shefa      |
| 2020  | Pas organisé           | Pas organisé          | Pas organisé          |
| 2021  | Hailemelekot Hailu     | Dadgeba Abdi Andrazak | Addisu Belachew       |
| 2022  | Kiya Rogora            | Latesa Dabesa         | Jafar Taha            |
| 2023  | Tesfu Redae            | Tsgabu Grmay          | Mulu Hailemichael     |
| 2024  | Negasi Abreha          | Mulu Hailemichael     | Amanuel Tesfay        |
| 2025  | Tekle Alemayo          | Tesfu Redae           | Gereziher Hailemaryam |

Multi-titrés
- 3 : Tsgabu Grmay
- 2 : Negasi Abreha, Hailemelekot Hailu

### Podiums du contre-la-montre
| Année | Vainqueur          | Deuxième              | Troisième             |
| ----- | ------------------ | --------------------- | --------------------- |
| 2013  | Tsgabu Grmay       | Kibrom Hailay         | Getachew Sendeku      |
| 2014  | Tsgabu Grmay       | Michael Seged         | Bereket Dalga         |
| 2015  | Tsgabu Grmay       | Getachew Sendeku      | Tibebu Alemayehu      |
| 2016  | Getachew Atsbha    | Getachew Sendeku      | Tibebu Alemayehu      |
| 2017  | Tsgabu Grmay       | Temesgen Buru         | Hafetab Weldu         |
| 2018  | Tsgabu Grmay       | Redwan Ebrahim        | Temesgen Buru         |
| 2019  | Tsgabu Grmay       | Temesgen Buru         | Bereket Temalew       |
| 2020  | Pas organisé       | Pas organisé          | Pas organisé          |
| 2021  | Hailemelekot Hailu | Dadgeba Abdi Andrazak | Akreem Mohammed Kader |
| 2022  | Kiya Rogora        | Latesa Dabesa         | Andrazak Dadgeba Abdi |
| 2023  | Tsgabu Grmay       | Kiya Rogora           | Tesfu Redae           |
| 2024  | Mulu Hailemichael  | Negasi Abreha         | Kiya Rogora           |
| 2025  | Negasi Abreha      | Amaniel Desta         | Gereziher Hailemaryam |

Multi-titrés
- 7 : Tsgabu Grmay

## Femmes

### Podiums de la course en ligne
| Année | Vainqueur            | Deuxième                | Troisième                   |
| ----- | -------------------- | ----------------------- | --------------------------- |
| 2015  | Eyerusalem Kelil     | Eden Bekele Hailemariam | Fikradis Takele             |
| 2016  | Selam Amha           | Eyeru Tesfoam Gebru     | Bhram Fkadu Abrha           |
| 2018  | Selam Amha           | Tsega Beyene            | Meresiet Ashebir Gebrehiwet |
| 2023  | Teklehaimanot Tesfay |                         |                             |
| 2025  | Haftu Reda           | Taye Watango            | Hadush Merhawit Asgodom     |

Multi-titrées
- Selam Amha

### Podiums du contre-la-montre
| Année | Vainqueur            | Deuxième                    | Troisième               |
| ----- | -------------------- | --------------------------- | ----------------------- |
| 2015  | Eyerusalem Kelil     | Eden Bekele Hailemariam     | Werkinesh Kasaw         |
| 2016  | Eyerusalem Kelil     | Eyeru Tesfoam Gebru         | Miheret Asgele          |
| 2018  | Selam Amha           | Miheret Asgele              | Bhram Fkadu Abrha       |
| 2023  | Teklehaimanot Tesfay |                             |                         |
| 2025  | Brhan Abrha          | Meresiet Ashebir Gebrehiwet | Hadush Merhawit Asgodom |

Multi-titrées
- Eyerusalem Kelil

### Podiums du contre-la-montre juniors
| Année | Vainqueur            | Deuxième        | Troisième        |
| ----- | -------------------- | --------------- | ---------------- |
| 2018  | Tirhas Teklehaimanot | Merhawit Hadush | Selam Gebrehiwot |